# Невахович, Михаил Львович
Михаил Львович Невахович (6 июля 1817, Варшава — 23 августа 1850, Одесса) — русский художник-карикатурист, драматург и издатель, основатель первого в России сатирического сборника «Ералаш» (1846).

## Биография
Родился в семье еврейского просветителя, писателя, драматурга и купца Льва́ Никола́евича (Ле́йба Не́ваховича) Невахо́вича. В 1829—1833 годах учился в Горном кадетском корпусе, затем служил юнкером в Курляндском уланском полку, в Сумском и Клястицком гусарских полках. В 1841 году был по болезни уволен в отставку с чином штаб-ротмистра и поселился в Петербурге, где в 1842 году женился на известной балерине Татьяне Петровне Смирновой (в замужестве Невахович, 1821—1871). Был членом петербургского Общества танцоров поневоле.
Не получив специального художественного образования, М. Л. Невахович самоучкой начал рисовать карикатуры и шаржи, которые пользовались успехом в петербургском обществе. В. Р. Зотов называет его «родоначальником русской литературной карикатуры». В 1845 году у него возникла идея издания периодического карикатурно-юмористического сборника, которую он осуществил уже в следующем году. Первый русский иллюстрированный сатирический журнал «Ералаш» выходил с 1846 по 1849 год, всего вышло 16 выпусков. В 1849 году журнал был закрыт цензурой за предосудительное направление. Специально для этого журнала М. Л. Невахович написал сатирическую пьесу «Эдуард XII, король Англии» (историческая хроника в пяти действиях, в стихах, с маршами, пожарами, сражениями, разрушением хижины и великолепным спектаклем). Пьеса также была запрещена цензурой.
В 1848 году М. Л. Невахович издавал другой сатирический журнал «Волшебный фонарь» — альбом карикатурных листов, выпускавшихся в виде приложения к «Литературной газете» (редактор В. Р. Зотов). Всего было выпущено 16 номеров этого издания, после чего журнал прекратил своё существование из тех же цензурных соображений. 
Участвовал в издании «Нового альманаха анекдотов 1831 года». Автор водевиля «Великан из Америки» (1849). В 1850 году выехал для лечения на юг России, где скоропостижно скончался от разрыва аневризмы аорты.
М. Л. Невахович был дружен со своим сослуживцем, помещиком Ильёй Ивановичем Мечниковым, которого познакомил со своей сестрой Эмилией Львовной Невахович (1814—1879, матерью И. И. Мечникова и Л. И. Мечникова). Брат М. Л. Неваховича — Александр Львович Невахович (?—1880), драматург, заведующий репертуарной частью Императорских театров в 1837—1856 годах.

## Галерея
- Петербургские цирки (недоступная ссылка)